# Алберт Сент-Дьорди
Алберт фон Сент-Дьорди де Надраполт (на унгарски: Szent-Györgyi Albert) е унгарски физиолог.

## Биография
Той е роден на 16 септември 1893 г. в Будапеща. През 30-те години работи в Сегедския университет, където открива витамин C, както и компонентите и реакциите на цикъла на Кребс. За тези открития през 1937 г. получава Нобелова награда за физиология или медицина.
По време на Втората световна война участва в антигерманската съпротива в Унгария и в дипломатически преговори за излизането на страната от войната. След установяването на комунистическия режим през 1947 г. емигрира в Съединените щати, където остава до края на живота си.
Алберт Сент-Дьорди умира на 22 октомври 1986 г. в Удс Хоул, Масачузетс.

## Публикации
- On Oxidation, Fermentation, Vitamins, Health, and Disease (1940)
- Bioenergetics (1957)
- Introduction to a Submolecular Biology (1960)
- The Crazy Ape (1970)
- Electronic Biology and Cancer: A New Theory of Cancer (1976)
- The living state (1972)
- Bioelectronics: A Study in Cellular Regulations, Defense and Cancer